# Vandellòs i l'Hospitalet de l'Infant
Vandellòs i l'Hospitalet de l'Infant è un comune spagnolo di 4 373 abitanti situato nella comunità autonoma della Catalogna, del Baix Camp, ed in provincia di Tarragona, situata a NordEst di Tortosa.
Il comune comprende le località di Vandellòs (Vandellós in castigliano), l'Hospitalet de l'Infant (l'Hospitalet del Infant in castigliano), l'Almadrava, Masboquera e Masriudoms.
Vandellòs, ad una distanza di circa 15 km dalla costa e raggiungibile con la c-44 è sede di un'importante installazione nucleare di costruzione francese per la produzione di Energia Elettrica nazionale.
Presso la località di Vandellòs si è venuto a formare il nucleo abitato costiero e turistico di Hospitalet de l'Infant a cui si affiancano i nuclei di Almadrava, Masriudoms e Masboquera. Hospitalet trae il nome dalla propria origine, essendo stato qui costruito l'8 novembre 1344 per l'infante Pedro IV de Ribagorza, figlio di Giacomo II di Aragona, un edificio quadrato di 54,6 metri per lato e con una torre ad ogni angolo.